# Меве (замок)
Меве (нем. Burg Mewe, пол. Zamek w Gniewie) — средневековый орденский замок в городе Меве в бывшей Восточной Пруссии, ныне город Гнев в одноимённой гмине в Поморском воеводстве, Польша. Крепость имеет форму идеального квадрата. Основана в 1290 году,  значительно расширена в XIV и XV веках. С середины XV и до 1772 здесь размещалась администрация польского наместника.  

## История

### Ранний период

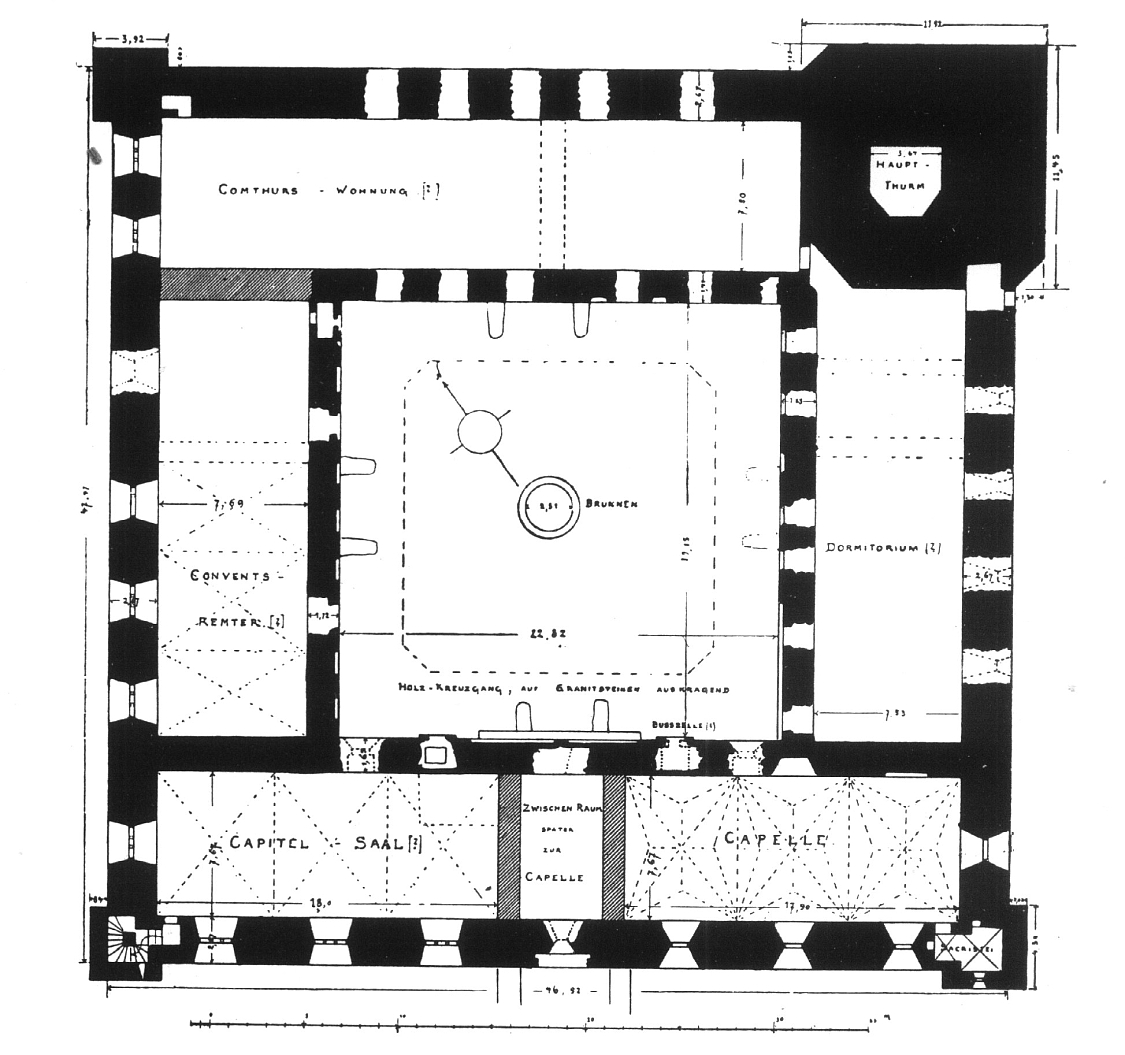
Схематичный план замка

Замок в местечке Меве, который находился на территории подконтрольной Тевтонскому ордену, начали строить из кирпича в 1290 году. Крепость заложили на фундаменте квадратной формы. Работы заняли 40 лет. К моменту завершения строительства замок Меве наравне с крепостями в Шлохау и Гданьске стал самым мощным фортификационным сооружением тевтонских рыцарей на левом берегу Вислы. Здесь находилась резиденция комтурства Меве. 
В середине XV века замок был перестроен. Появились новые въездные ворота с восточной стороны. Одновременно значительно расширили замковую часовню. 
Во время Великой войны (1409-1411) замок в 1410 году захватили отряды польского короля под командованием кастеляна Павла из Вшерадова. Меве серьёзно пострадал во время боевых действий. Но новые власти достаточно быстро восстановили прежние укрепления. Позднее после заключения мира орден вернул себе замок.
Во время Тринадцатилетней войны между Польским королевством и Тевтонским орденом в 1454 году замок был завоеван рыцарскими отрядами, которые входили в Прусский союз. Во время осады замок частично сгорел. Новым кастяляном король Казимир IV назначил рыцаря Яна Янийски. Но в том же году Тевтонские рыцари сумели отвоевать Меве. Стратегическое значение замка было связано с тем, что здесь находилась переправа через Вислу. Соответственно именно через Меве орден мог осуществлять связь со своими владениями на западном берегу реки.   
В июле 1463 года замок осадило войско Петра Дунина. Великий магистр Тевтонского ордена Людвиг фон Эрлихсхаузен  решил отправить на выручку осаждённым сильное подкрепление на кораблях. Но в сентябре в Битве в Вислинском заливе флот ордена потерпел поражение. Защитники Меве больше не могли рассчитывать на помощь. 1 января 1464 года гарнизон замка капитулировал после подхода основных сил королевской армии.

### Под властью польского короля
После заключения Второго Торуньского мира замок Меве оказался включен в состав владений Польского королевства. В крепости разместилась резиденция королевского наместника. Первым наместником стал Якуб Костка (сын шляхтича Навои Костки из Домброва). Он управлял окрестными землями с 1466 по 1472 год. 
В 1565 году в Меве проводились ремонтные работы. В 1623 году король Сигизмунд III Ваза останавливался в замке во время своих поездок по Речи Посполитой. С 1625 года замок на два года был занят отрядами шведского короля. 
В 1655 году во время Шведского потопа Меве ненадолго был оккупирован армией Швеции. В 1657 году по приказу гетмана Ежи Любомирского в замке содержали шведских военнопленных.
Во второй половине XVII века старостой Меве был знаменитый Ян Собеский. Ещё до того, как его провозгласили королём, Собесский построил новое здание в стиле барокко около крепости для своей жены Марии Казимиры.

### В составе Прусского королевства
После первого раздела Речи Посполитой в 1772 году замок перешёл под контроль королевства Пруссия. За последующие 150 лет Меве много раз менял своё назначение. В числе прочего он на некоторое время даже был превращён в огромный амбар для хранения зерна (для этого в конце XVIII веке замок даже частично перестроили). 
В 1855-1859 года была проведена большая реконструкция Меве. В частности был снесён данскер в восточном углу. Вместо него в этой части замка возвели простую квадратную башню, а окружающий внешние стены ров засыпали. Кроме того появись новые оконные проёмы, значительно изменившие внешний вид главного здания.

### После 1920 года
После завершения Первой мировой войны в 1920 году Меве был включён в состав возродившейся независимой Польши. При этом крепость и замок Меве были переименованы в Гнев.
Замок оказался серьёзно повреждён во время сильного пожара, случившегося в 1921 году. Долгое время он оставался в полузаброшенном состоянии.
После 1939 года немецкие оккупационные власти создали в замке тюрьму. Здесь содержали поляков, заподозренных в движении сопротивления. 
Масштабная реконструкция памятника началась в 1968 году и продолжалась шесть лет. За это время был частично восстановлен средневековый вид замка. Основные работы выполнялись сотрудниками завода судовых механизмов FAMA. Второй этап реконструкции начался в 1992 году по инициативе администрации города и жителей гмины. 
В 2010 году владельцем замка стала компания Polmlek. 

## Современное использование
В настоящее время в замке проводятся фестивали средневековой культуры, включая рыцарские турниры, фестивали народных ремёсел, фестивали художественной ковки и другие мероприятия. С 2001 года в замке каждый год в августе устраивается постановочное шоу, посвящённое битве, проходившей у стен Гневе в конце августа 1626 года, когда за контроль над устьем Вислы боролись двоюродные братья: король Швеции Густав Адольф Ваза и король Польши Сигизмунд III Ваза. 
Часть бывших помещений были перестроена в люксовые апартаменты и стала использоваться для нужд открывшейся в замке гостиницы.
В 2013 году, по просьбе нынешнего владельца, около замка со стороны Вислы оборудовали вертолетную площадку. 

## Описание
Замок построен из кирпича. Основное здание имеет форму квадрата. В каждом углу возвышается прямоугольная башня. В Средние века с восточной части замка находился данскер (отдельная башня для санитарно-гигиенических нужд, к которой вела галерея). Вокруг основного здания в форме прямоугольника построены внешние сравнительно невысокие стены. Ранее их окружал также глубокий защитный ров. 

## Галерея

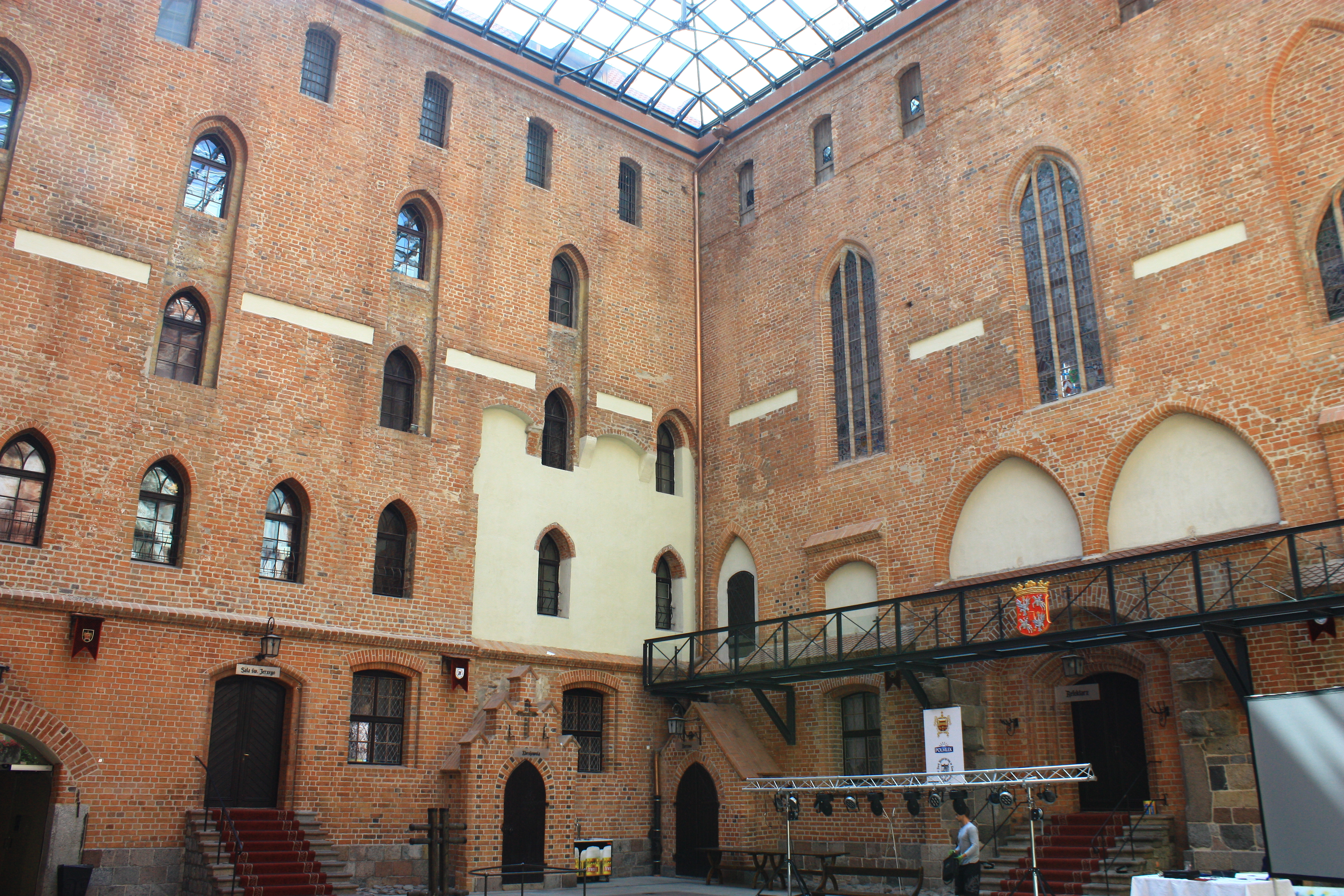
Внутренний двор замка (атриум)
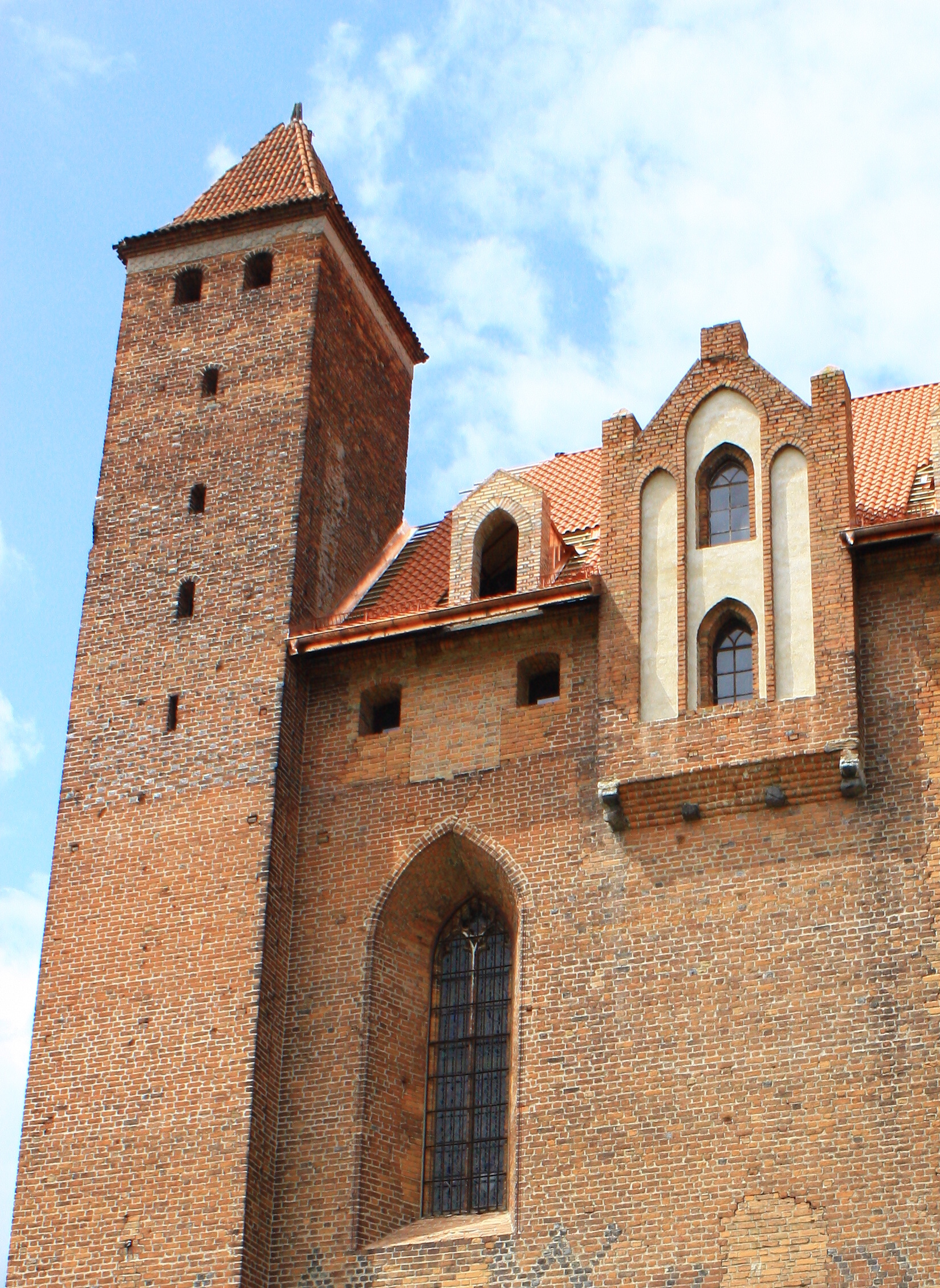
Одна из угловых башен и эркер
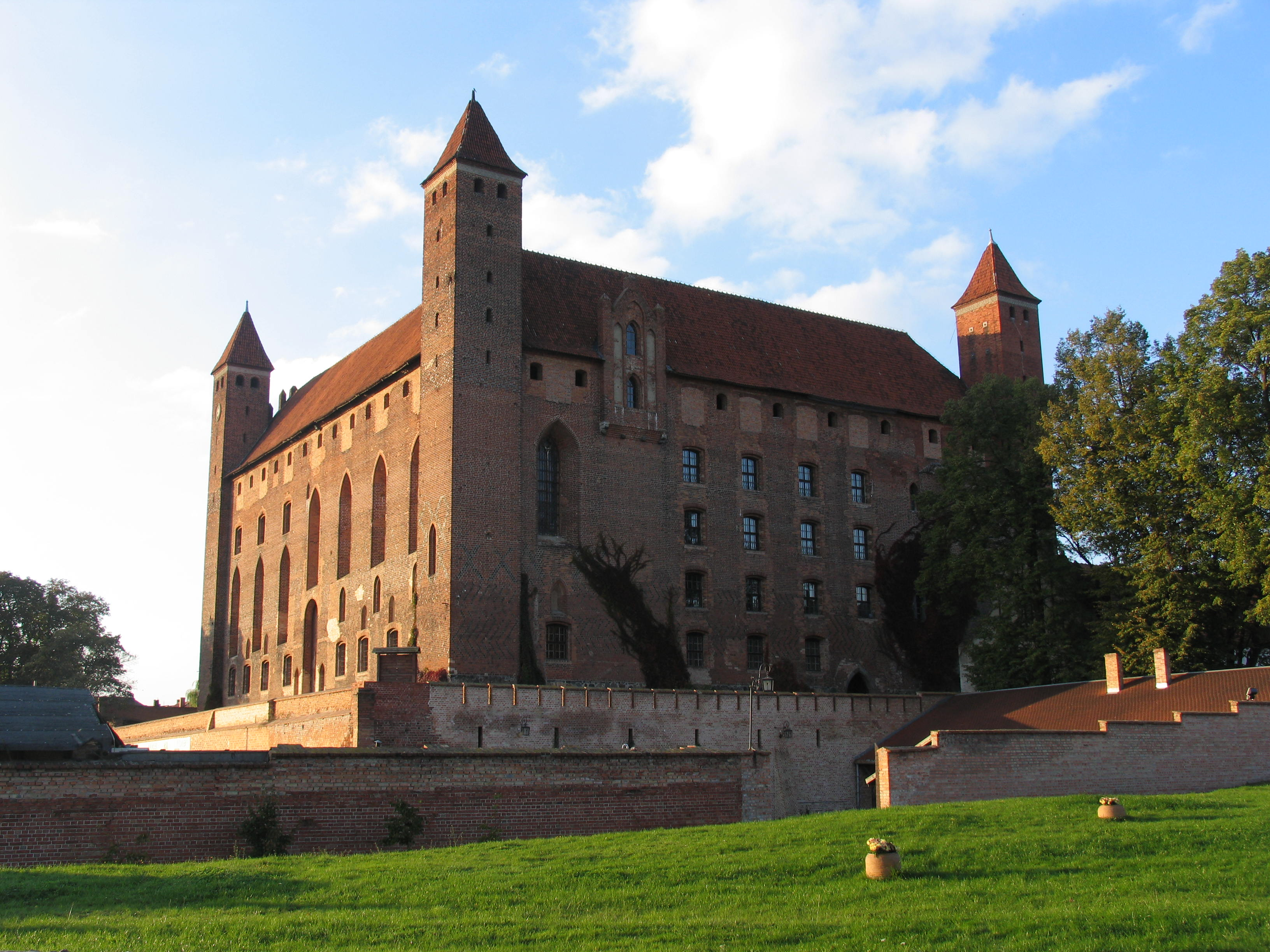
Вид замка и его внешних стен
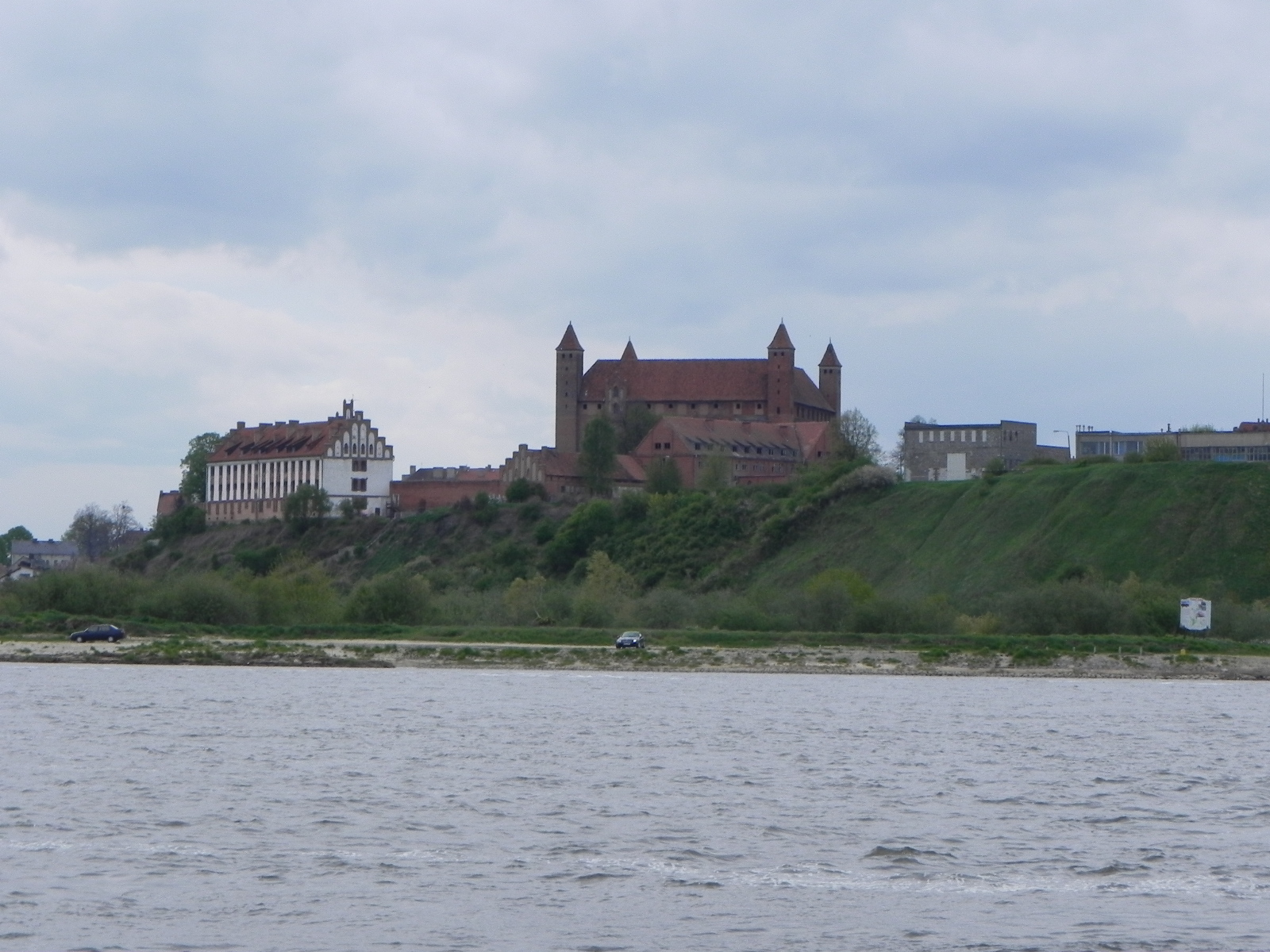
Вид на замок со стороны Вислы
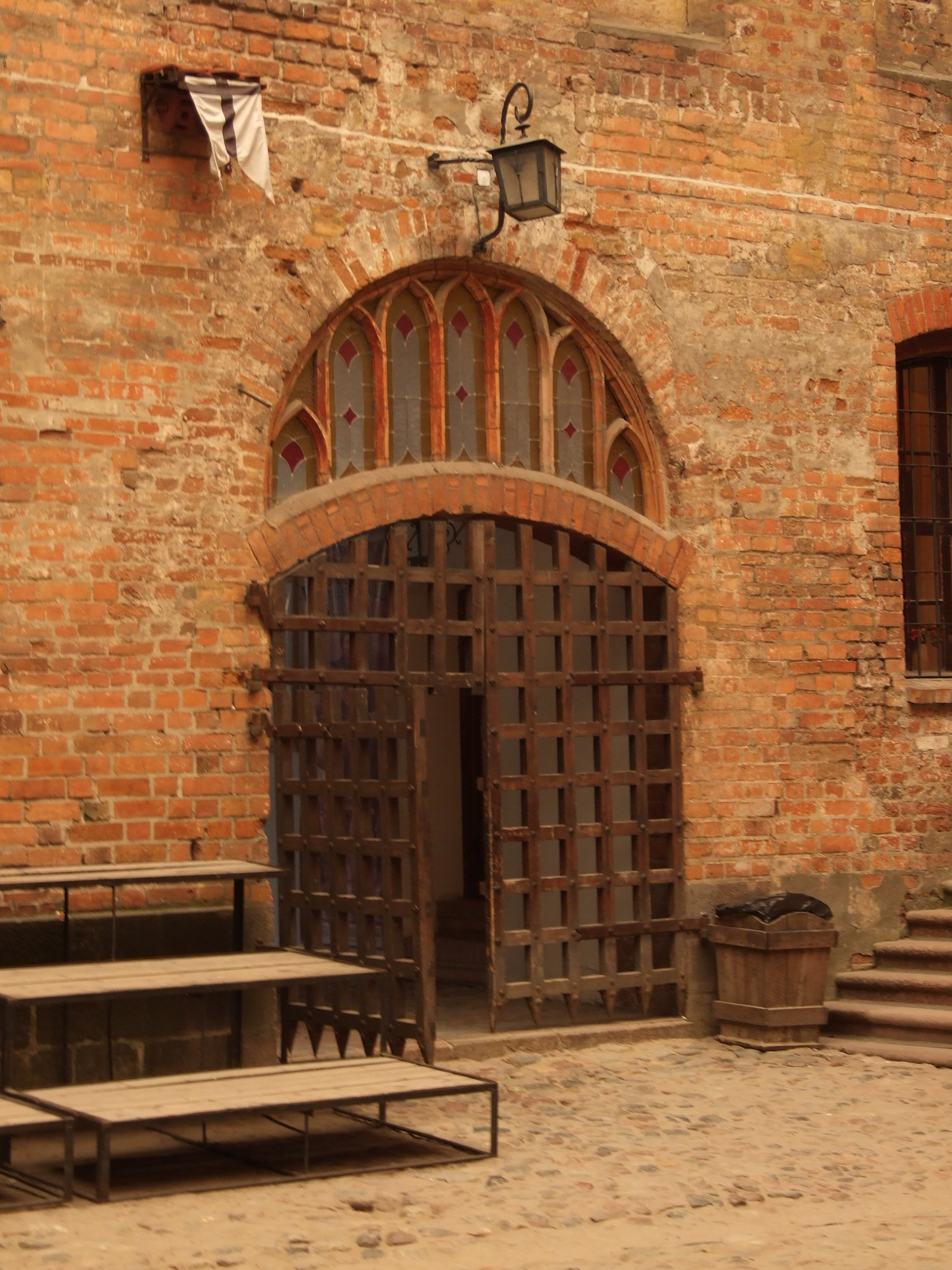
Замковые ворота